# مايكل تشابمان (مصور سينمائي)
مايكل تشابمان (بالإنجليزية: Michael Chapman)‏ ، من مواليد 21 نوفمبر 1935، هو مصور سينمائي أمريكي، شارك بأعماله لأهم الأفلام السينمائية، ومنها فيلم ذا لاست ديتال عام 1973، وفيلم الرجل التالي عام 1976م.

## وصلات خارجية
- مايكل تشابمان على موقع IMDb (الإنجليزية)
- مايكل تشابمان على موقع ألو سيني (الفرنسية)
- مايكل تشابمان على موقع أول موفي (الإنجليزية)
- مايكل تشابمان على موقع بوكس أوفيس موجو (الإنجليزية)
- مايكل تشابمان على موقع قاعدة بيانات الأفلام السويدية (السويدية)
- مايكل تشابمان على موقع قاعدة بيانات الفيلم (الإنجليزية)
- مايكل تشابمان على موقع كينوبويسك (الروسية)